# Dolophilodes iroensis
Dolophilodes iroensis là một loài Trichoptera trong họ Philopotamidae. Chúng phân bố ở miền Cổ bắc.